# Predictable
Predictable este un cântec al interpretei Delta Goodrem. Acesta a fost lansat ca single, devenind al cincilea #1 consecutiv al artistei în Australia. Single-ul a fost lansat exclusiv în Australia, pe data de 28 noiembrie 2003. „Predictable” a fost ultimul single lansat de pe album.

## Lista Melodiilor
1. „Predictable” — 3:39
2. „Happy Xmas” (War Is Over) — 4:36
3. „Here I Am” — 4:23

## Clasament
| Clasament                | Poziți maximă |
| ------------------------ | ------------- |
| Australian Singles Chart | 1             |

| Predecesor: "Angels Brought Me Here" de Guy Sebastian | ARIA (Australia) #1 21 decembrie 2003 | Succesor: "Shut Up" de The Black Eyed Peas |